# "Babbacombe" Lee
Albums de Fairport Convention
Angel Delight
(1971) Rosie
(1973)
"Babbacombe" Lee est le septième album studio du groupe de folk rock britannique Fairport Convention. Il est sorti en 1971 sur le label Island Records.
Il s'agit d'un album-concept qui raconte l'histoire de John Babbacombe Lee, un homme condamné pour meurtre en 1885, mais qui échappe à la peine de mort après que trois tentatives de le pendre ont échoué.
L'album est enregistré par le même quatuor que son prédécesseur Angel Delight. C'est la première fois dans l'histoire de Fairport Convention qu'une formation du groupe reste inchangée suffisamment longtemps pour enregistrer deux albums. Simon Nicol (en), dernier membre fondateur encore présent, quitte le groupe peu après.

## Fiche technique

### Chansons
Sur le 33 tours original, le contenu de l'album est présenté sous la forme de deux longues suites, chacune occupant une face du disque. Paroles et musique sont créditées à Fairport Convention, à l'exception de The Sailor's Alphabet, chanson traditionnelle pour laquelle le groupe remercie le folkloriste Bert Lloyd.
| 1. | John's reflection on his boyhood, his introduction to Miss Keyes and The Glen, his restlessness, and his struggles with his family, finally successful, to join the navy. This was the happiest period in his life. All looked set fair for a career until he was stricken with sickness and invalided out of his chosen niche in life. Reluctantly and unhappily he turned to a number of menial occupations and finally returned to the services of Miss Keyes. Tragedy now strikes hard. The world's imagination is caught by the brutal senselessness of the apparent criminal who slays his kind old mistress. | 20:28 |

| 2. | John was hardly more than a bewildered observer at his own trial, not being allowed to say more than a few words. The tides of fate wash him to the condemned cell where he waits three sad weeks for his last night on earth. When it comes, he cannot sleep, but when he does, a strange, prophetic dream comes to him, and helps him to bear the strain of his next day's ordeal as scaffold and its crew try in vain three times to take his life. | 20:52 |

La réédition remasterisée parue chez Island en 2004 divise les deux suites en plusieurs morceaux distincts. Elle comprend aussi deux titres bonus enregistrés par Fairport Convention en 1974 pour un documentaire de la BBC sur John Babbacombe Lee.
| 1.  | The Verdict                                              | 0:28 |
| 2.  | Little Did I Think                                       | 2:19 |
| 3.  | I Was Sixteen (Part 1)                                   | 1:29 |
| 4.  | John My Son                                              | 0:44 |
| 5.  | I Was Sixteen (Part 2)                                   | 1:17 |
| 6.  | St Ninian's Isle / Trumpet Hornpipe                      | 1:14 |
| 7.  | Sailors Alphabet                                         | 5:50 |
| 8.  | John Lee                                                 | 3:04 |
| 9.  | Newspaper Reading                                        | 0:46 |
| 10. | Breakfast in Mayfair                                     | 3:09 |
| 11. | Trial Song                                               | 3:55 |
| 12. | Cell Song                                                | 3:35 |
| 13. | The Time Is Near                                         | 2:31 |
| 14. | Dream Song                                               | 5:24 |
| 15. | Wake Up John (Hanging Song)                              | 5:15 |
| 16. | Farewell to a Poor Man's Son (avec Jerry Donahue)        | 4:55 |
| 17. | Breakfast in Mayfair (avec Jerry Donahue et Sandy Denny) | 3:59 |

### Musiciens

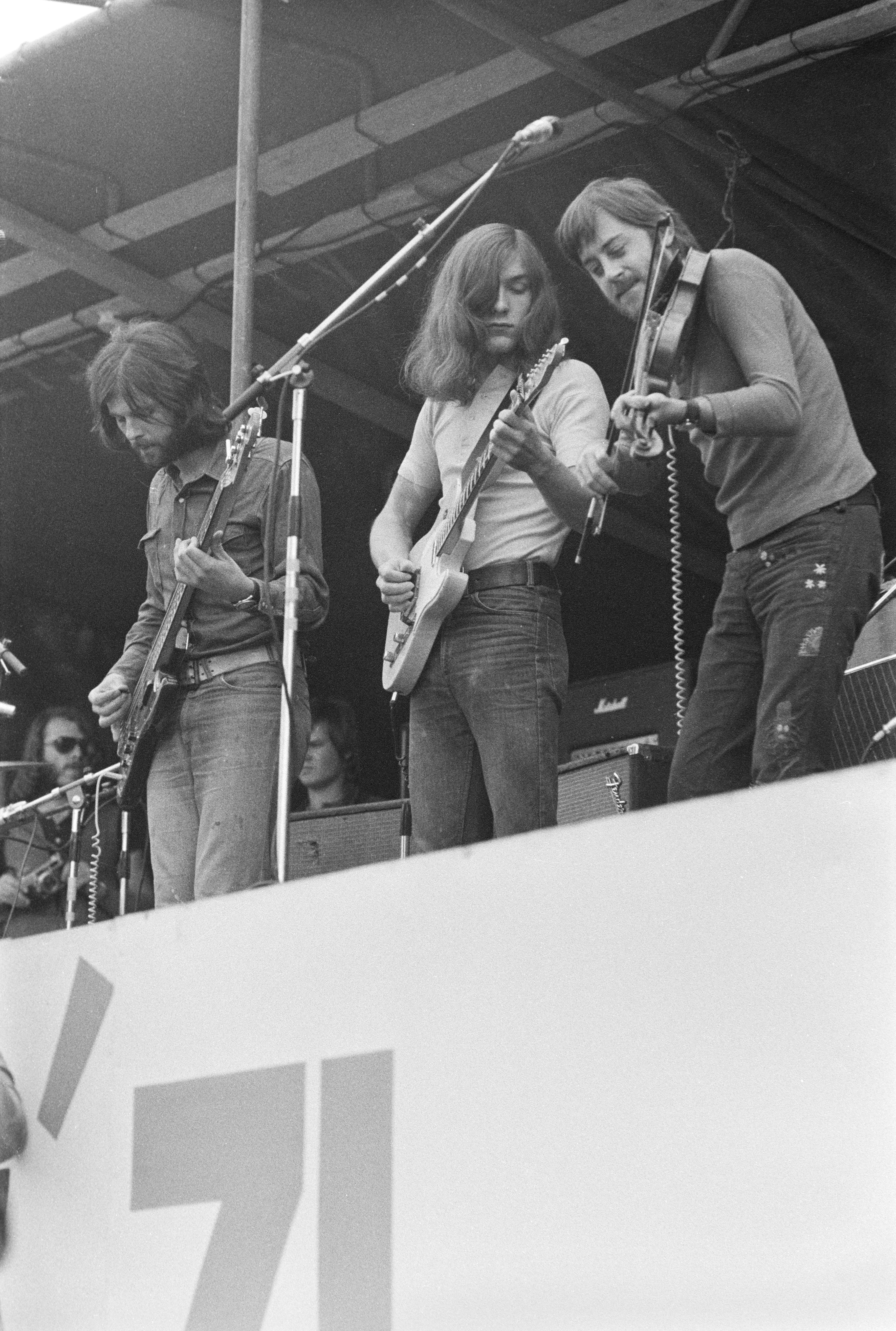
Fairport Convention au festival Ruisrock en août 1971.

- Dave Swarbrick (en) : chant, violon, mandoline
- Dave Pegg : chant, basse, mandoline
- Dave Mattacks : chant, batterie, piano électrique
- Simon Nicol (en) : chant, guitare, dulcimer

### Équipe de production
- John Wood (en) : producteur, ingénieur du son
- Roberta Nicol, C.C.S. : conception de la pochette

### Classements et certifications
| Pays (classement)          | Meilleure position |
| -------------------------- | ------------------ |
| États-Unis (Billboard 200) | 195                |